# Elyptron timorosa
Elyptron timorosa là một loài bướm đêm trong họ Noctuidae.